# 20522 Yogeshwar
20522 Yogeshwar este un asteroid din centura principală, descoperit pe 13 septembrie 1999, de André Knöfel.